# 福島年丸
福島 年丸（ふくしま としまる、生没年不詳）とは、明治時代の浮世絵師。

## 来歴
月岡芳年の門人。『浮世絵師人名辞書』に「芳年門人、福島氏、明治」とある。また明治31年（1898年）建立の月岡芳年翁之碑に「芳年門人」として「福嶋年丸」の名が見られるが、その他の経歴や作については不明。